# Liste der Stolpersteine in Merzig
Die Liste der Stolpersteine in Merzig umfasst die Stolpersteine, die vom deutschen Künstler Gunter Demnig in der saarländischen Kreisstadt Merzig verlegt wurden. Stolpersteine sind Opfern des Nationalsozialismus gewidmet, all jenen, die vom NS-Regime drangsaliert, deportiert, ermordet, in die Emigration oder in den Suizid getrieben wurden. Demnig verlegt für jedes Opfer einen eigenen Stein, im Regelfall vor dem letzten selbst gewählten Wohnsitz.
Die ersten Verlegungen in der Stadt fanden am 20. November 2012 statt.

## Jüdische Gemeinde

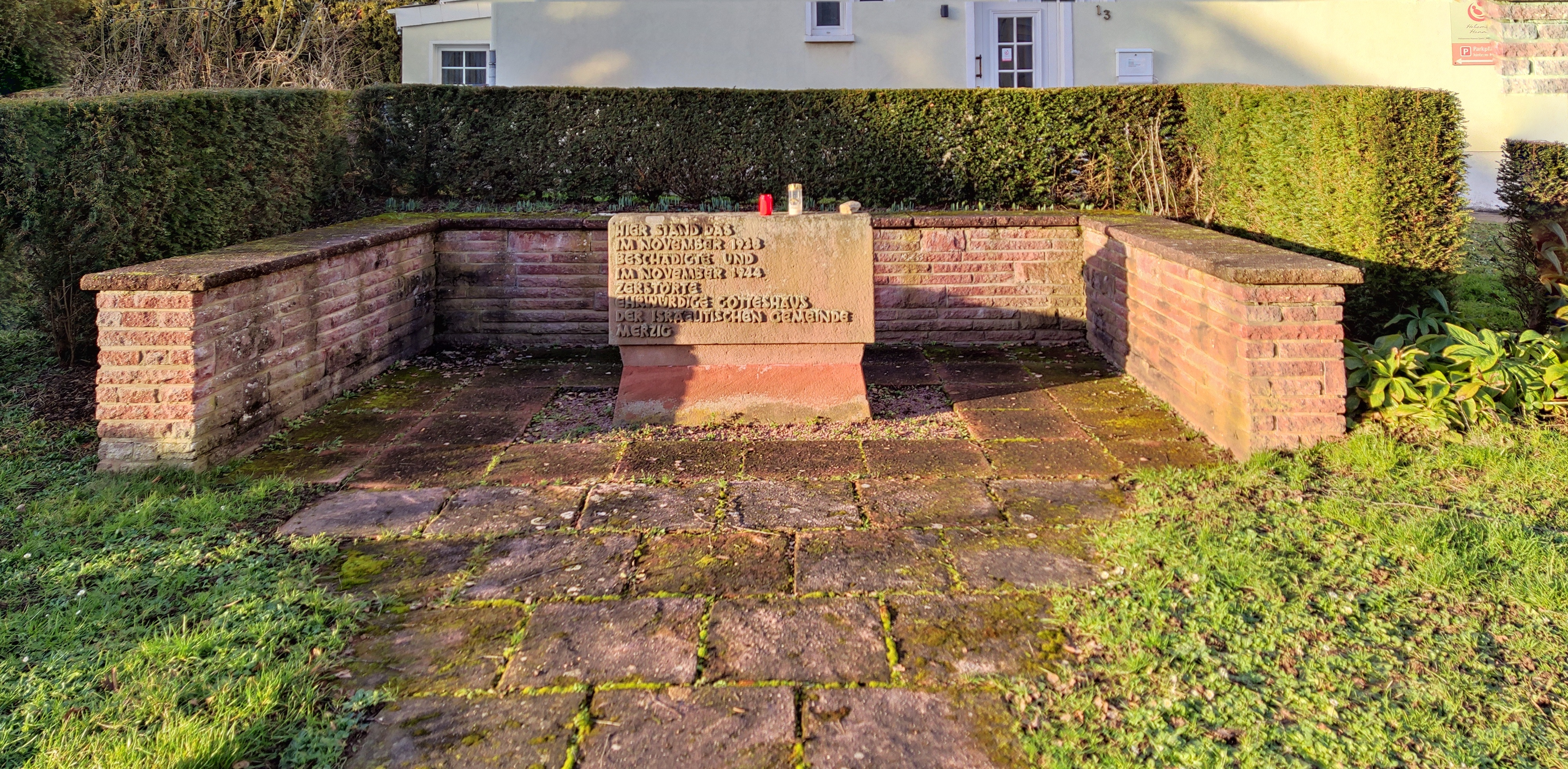
Denkmal Synagoge Merzig

Zur Zeit der Angliederung des Saargebietes an Hitler-Deutschland, 1935, wohnten in Merzig noch rund dreißig Juden. Wegen der zunehmenden Entrechtung gingen viele von ihnen in die Emigration. Im Zuge der Novemberpogrome von 1938 wurde die Synagoge von fanatischen NSDAP-Anhängern angezündet. Der Friedhof wurde geschändet. Die noch in Merzig verbliebenen Juden wurden aus ihren Wohnungen gezerrt und unter Beschimpfungen und Misshandlungen in den Rathauskeller
getrieben. Im Haus Weil wurde die Einrichtung zerstört und die 78-jährige Frau Frank misshandelt. 1939 kaufte die Stadt Merzig die ausgebrannte Ruine der Synagoge, die während eines Bombenangriffes 1944 fast völlig zerstört und in den Nachkriegsjahren abgerissen wurde. Heute erinnert ein Denkmal an die Synagoge. 19 der 21 Stolpersteine sind jüdischen Bürgern gewidmet, die von Vertretern des NS-Regimes ermordet wurden.

## Verlegte Stolpersteine
In Merzig wurden bislang 21 Stolpersteine an neun Adressen verlegt.
| Stolperstein | Übersetzung | Verlegeort                                     | Name, Leben |
| ------------ | --- | ---------------------------------------------- | --- |
|              | HIER WOHNTE BELLA BERL JG. 1888 DEPORTIERT 1940 GURS 1942 AUSCHWITZ ERMORDET                                                                | Schankstraße 22                                | Bella Berl (1888–1942) Bella Berl wurde am 13. April 1888 in Merzig (Saar) geboren. Sie war als Modistin und Klavierlehrerin tätig und ledig. Sie erlebt mehrere Transporte: im Rahmen der sogenannten "Wagner-Bürckel-Aktion"aus dem Saarland nach Gurs am 22. Oktober 1940, nach Rivesaltes am 3. Juli 1942, dann ins Sammellager Drancy und nach Auschwitz am 14. August 1942. Dort verliert sich ihre Spur.              |
|              | HIER WOHNTE LEOPOLD BAUM JG. 1876 VERHAFTET 1938 DACHAU DEPORTIERT 1941 GHETTO RIGA ERMORDET 9.12.1941                                      | Am Feldchen 5                                  | Leopold Baum (1876–1941) |
|              | HIER WOHNTE EMIL BONE JG. 1920 [...] 30.3.1940                                                                                              | Besseringen, Mühlenstraße                      | Emil Bone (1920–1940) |
|              | HIER WOHNTE BERTHOLD BONNEM JG. 1925 FLUCHT 1935 FRANKREICH INTERNIERT PITHIVIERS DEPORTIERT 1942 AUSCHWITZ ERMORDET 23.8.1942              | Poststraße 42                                  | Berthold Bonnem (1925–1942) |
|              | HIER WOHNTE EDITH BONNEM JG. 1927 FLUCHT 1935 FRANKREICH INTERNIERT PITHIVIERS DEPORTIERT 1942 AUSCHWITZ ERMORDET 1942                      | Poststraße 42                                  | Edith Bonnem (1927–1942) |
|              | HIER WOHNTE GUSTEL BONNEM GEB. KAHN JG. 1903 FLUCHT 1935 FRANKREICH INTERNIERT PITHIVIERS DEPORTIERT 1942 AUSCHWITZ ERMORDET 4.12.1942      | Poststraße 42                                  | Gustel Bonnem geb. Kahn (1903–1942) |
|              | HIER WOHNTE MARCEL BONNEM JG. 1902 FLUCHT 1935 FRANKREICH INTERNIERT DRANCY DEPORTIERT 1942 ERMORDET IN AUSCHWITZ                           | Poststraße 42                                  | Marcel Bonnem (1902–1942) |
|              | HIER WOHNTE REBECCA BONNEM GEB. HANAU JG. 1863 FLUCHT 1935 FRANKREICH INTERNIERT DRANCY DEPORTIERT 1942 ERMORDET IN AUSCHWITZ               | Poststraße 42                                  | Rebecca Bonnem geb. Hanau (1863–1942) |
|              | HIER WOHNTE RUDOLF BONNEM JG. 1929 FLUCHT 1935 FRANKREICH INTERNIERT DRANCY DEPORTIERT 1942 ERMORDET IN AUSCHWITZ                           | Poststraße 42                                  | Rudolf Bonnem (1929–1942) |
|              | HIER WOHNTE JULIE FRANK GEB. WEIL JG. 1860 DEPORTIERT 1940 GURS LAGER RECEBEDOU TOT 21.12.1941                                              | Wagnerstraße 13                                | Julie Frank geb. Weil wurde am 5. Februar 1860 in Merzig geboren. Sie lebte mit ihrem Bruder Hermann Weil in Merzig. Sie wurde am 22. Oktober 1940 im Rahmen der Wagner-Bürckel-Aktion nach Gurs deportiert und von dort am 20. März 1941 ins Lager Rècèbèdou verbracht. Julie Frank starb dort am 21. Dezember 1941 und wurde auf dem Friedhof Portet-Saint-Simon bestattet. Ihr Bruder starb am 29. November 1941 in Gurs. |
|              | HIER WOHNTE JULIUS FRENKEL JG. 1879 'SCHUTZHAFT' 1938 DACHAU FLUCHT 1939 LUXEMBURG DEPORTIERT 1941 ŁODZ/LITZMANNSTADT ERMORDET IN AUSCHWITZ | Synagogenstraße (Kantehaus neben der Synagoge) | Julius Frenkel |
|              | HIER WOHNTE SARA FRENKEL GEB. NEUBERGER JG. 1887 FLUCHT 1939 LUXEMBURG DEPORTIERT 1941 ŁODZ/LITZMANNSTADT ERMORDET                          | Synagogenstraße (Kantehaus neben der Synagoge) | Sara Frenkel |
|              | HIER WOHNTE OTTHILIA HANAU JG. 1875 DEPORTIERT 1940 TOT IN GURS                                                                             | Wagnerstraße 24                                | Otthilia Hanau |
|              | HIER WOHNTE EDGAR KAHN JG. 1907 FLUCHT 1935 FRANKREICH INTERNIERT DRANCY DEPORTIERT 1942 MAJDANEK ERMORDET 4.3.1943                         | Hochwaldstraße 66                              | Edgar Kahn (1907–1943) |
|              | HIER WOHNTE IDA KAHN GEB. KAUFMANN JG. 1878 FLUCHT 1935 FRANKREICH INTERNIERT DRANCY DEPORTIERT 1942 ERMORDET IN AUSCHWITZ                  | Hochwaldstraße 66                              | Ida Kahn geb. Kaufmann (1878–1942) |
|              | HIER WOHNTE JULIUS KAHN JG. 1867 FLUCHT 1935 FRANKREICH INTERNIERT DRANCY DEPORTIERT 1942 AUSCHWITZ ERMORDET 11.11.1942                     | Hochwaldstraße 66                              | Julius Kahn (1867–1942) |
|              | HIER WOHNTE VALENTIN KIEFER JG. 1879 IM WIDERSTAND VERHAFTET 1940 'KRITISCHE ÄUSSERUNGEN' DACHAU [...]                                      | Hilbringen, Mittelstraße                       | Valentin Kiefer |
|              | HIER WOHNTE CAMILLA LEVY JG. 1876 DEPORTIERT 1940 GURS ERMORDET IN AUSCHWITZ                                                                | Am Feldchen 5                                  | Camilla Levy |
|              | HIER WOHNTE MATHILDE LEVY JG. 1878 DEPORTIERT 1940 GURS 1942 AUSCHWITZ ERMORDET 1942                                                        | Am Feldchen 5                                  | Mathilde Levy |
|              | HIER WOHNTE LILLY GERMAINE MEYER GEB. KAHN JG. 1913 FLUCHT 1935 FRANKREICH INTERNIERT DRANCY DEPORTIERT 1942 AUSCHWITZ ERMORDET 13.2.1943   | Hochwaldstraße 66                              | Lilly-Germaine Meyer geb. Kahn (1913–1943) |
|              | HIER WOHNTE HERMANN WEIL JG. 1864 DEPORTIERT 1940 GURS TOT 29.11.1941                                                                       | Wagnerstraße 13                                | Hermann Weil |

## Verlegedaten
- 20. November 2012: Am Feldchen 5, Hochwaldstraße 66, Poststraße 42, Schankstraße 22, Wagnerstraße 13 und 24
- 22. Februar 2014: Besseringer Mühlenstraße, Synagogenstraße[6]
- 2015: Mittelstraße in Hilbringen